# Kanton Fresnay-sur-Sarthe
Kanton Fresnay-sur-Sarthe (fr. Canton de Fresnay-sur-Sarthe) je francouzský kanton v departementu Sarthe v regionu Pays de la Loire. Tvoří ho 12 obcí.

## Obce kantonu
- Assé-le-Boisne
- Douillet
- Fresnay-sur-Sarthe
- Moitron-sur-Sarthe
- Montreuil-le-Chétif
- Saint-Aubin-de-Locquenay
- Saint-Georges-le-Gaultier
- Saint-Léonard-des-Bois
- Saint-Ouen-de-Mimbré
- Saint-Paul-le-Gaultier
- Saint-Victeur
- Sougé-le-Ganelon